# Алое Десонсі
Aloe descoingsii (Алое Десуана, Алое Десонсі або Алое мадам Дескоінгс)  — сукулентна рослина роду алое.

## Етимологія
Видова назва дана на честь Бернара Дескуана (фр. Bernard M. Descoings (1931-), французького ботаніка і фахівця з флори Мадагаскару.

## Історія
Знайдений Бернаром Дескуаном 15 червня 1957 року на вершині вапнякової скелі біля села Анямала (провінція Туліара), за 46 км на північний схід від міста Туліара на висоті 350 м над рівнем моря. Описаний наступного року Рейнольдсом. Перший опис опубліковано в 24 номері «Журналу південноафриканської ботаніки» за 1958 рік.

## Морфологічна характеристика

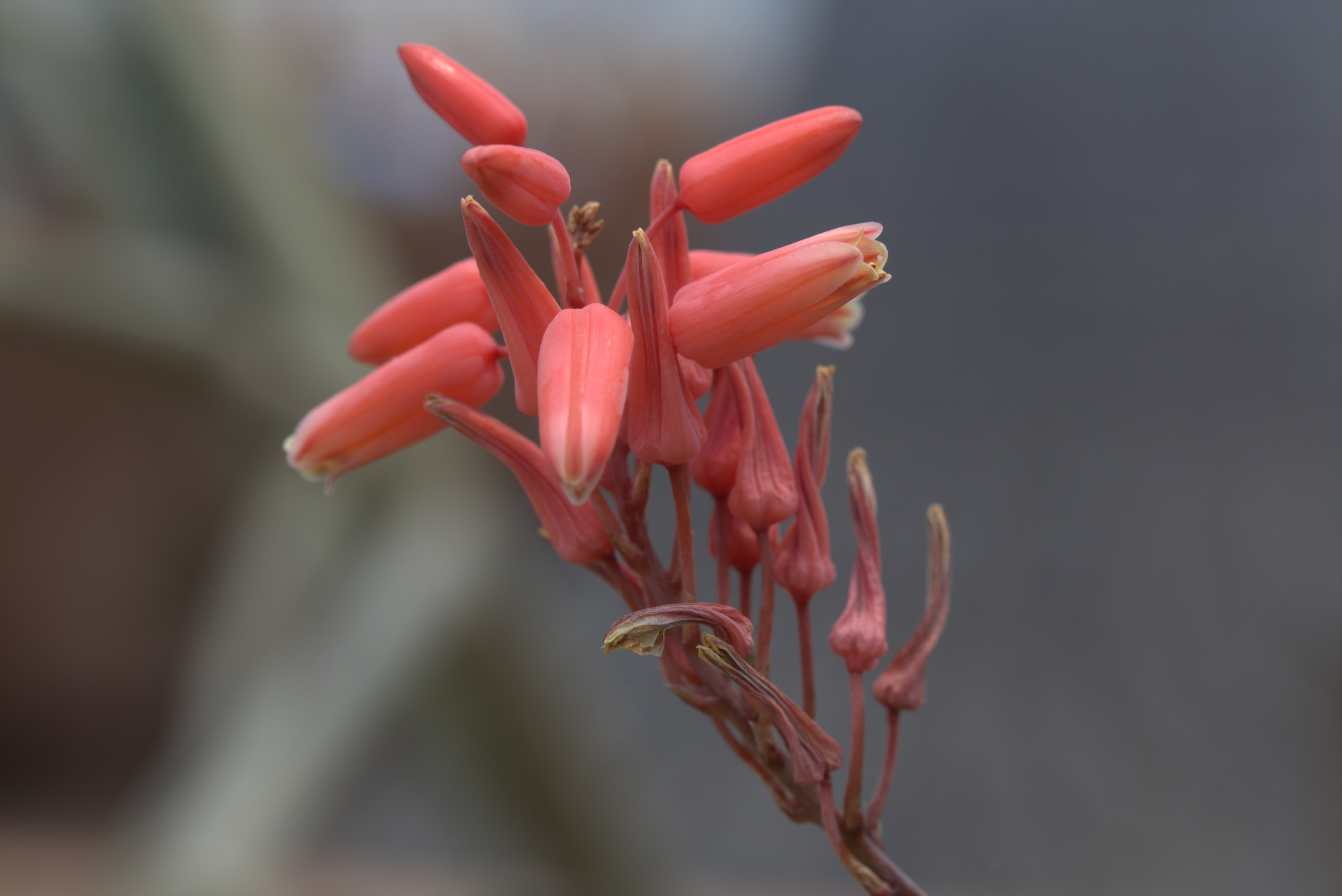
Квіти Aloe descoingsii

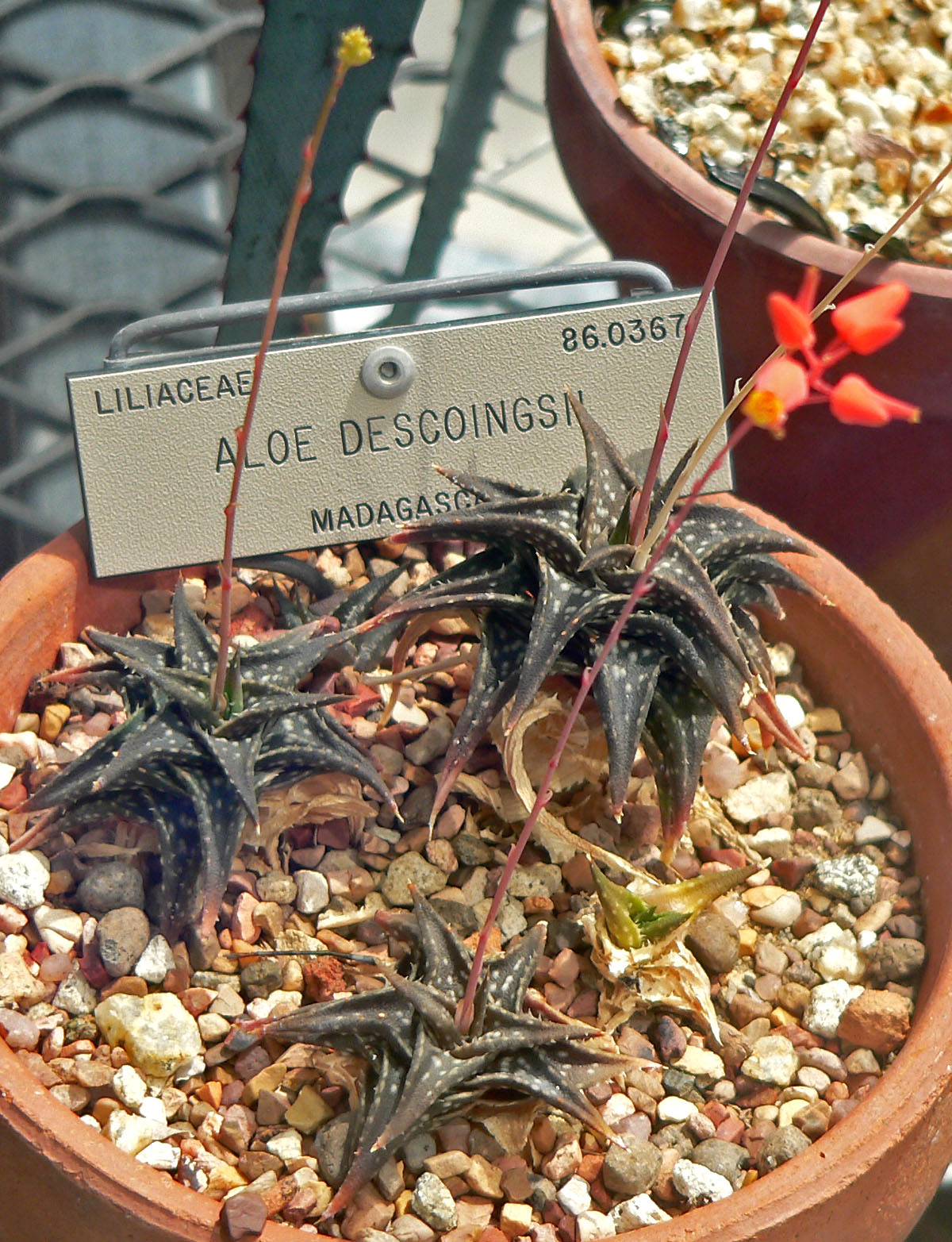
Aloe descoingsii в ботанічному саду Університету Каліфорнії в Берклі

Найменший за розміром вид з роду алое. Рослина формує мініатюрні розетки діаметром 5 см. Стебла немає або воно дуже коротке. Листя на дорослих рослинах — 8—10, жорсткі, короткі, трикутної форми, їхні краї загнуті всередину, обрамлені білими зубчиками 1 мм завдовжки. Зацвітають влітку. На невисокому квітконосі, 12-15 см заввишки, розташовуються квітки ніжно-помаранчевого кольору, циліндричної форми, завдовжки 7-8 мм, діаметром 7 мм. На кінці квітки звужуються до 3 мм.

## Поширення
Aloe descoingsii — ендемічна рослина Мадагаскару. Зростає на півдні острова Мадагаскар в регіоні Атсіму-Андрефана, провінція Туліара.

## Місця зростання
У природі росте на вапняних скелях і невеликих підвищеннях на висоті до 500 м над рівнем моря. Відомо 2-5 місць зростання.

## Охоронні заходи
Вид включений до додатку 1 конвенції про міжнародну торгівлю видами дикої фауни і флори, що перебувають під загрозою зникнення (CITES).

## Умови вирощування
Вирощують в добре дренованому субстраті, регулярно поливають, але без перезволоження. Вирощують на повному сонці, але влітку захищають від прямого сонця. Рослини, вирощені на відкритому повітрі, можуть витримати легкі заморозки та тривалу посуху, і вони можуть рости протягом декількох сезонів без води, після чого листя набувають червонуватого кольору, знак, зазвичай, пов'язаний зі стресом. Морозостійкість до -2 °C. У зимові місяці рослини повинні утримуватися сухо в холоді (близько 5-10 °С), що сприяє цвітінню.
Розмноження: насінням і дочірніми розетками. Свіже насіння швидко проростає при 18 °С, якщо його висіяти в добре осушений ґрунт і присипати тонким шаром дрібного піску. Саджанці ростуть швидко, зацвітають через три-чотири роки.